# Gare d’Armentières
Gare d’Armentières vasútállomás Franciaországban, Armentières településen.

## Vasútvonalak
Az állomást az alábbi vasútvonalak érintik:
- Lille–Fontinettes-vasútvonal

## Kapcsolódó állomások
A vasútállomáshoz az alábbi állomások vannak a legközelebb:
- Gare de Pérenchies
- Gare de Nieppe
- Gare de Lille-Flandres
- Gare de Bailleul